# 永世不忘緊擁胸前
《永世不忘緊擁胸前》（日语：胸に抱いて忘れない）是日本搖滾樂團BAAD的第7張單曲。1997年7月23日由日本古倫美亞發行。

## 解說
《永世不忘緊擁胸前》是自從BAAD他們的上一張單曲《回不去的時刻》之後，睽違將近1年發行的最新單曲。該歌曲是BAAD首次委託非BAAD的樂手作詞的歌曲，曾被採用當作1997年暑期電影動畫《靈異教師神眉：恐怖的暑假！妖海傳說》的片尾主題曲使用。後來在專輯《B-SOUL》收錄。
至於B面歌曲「被雨水淋濕的向日葵」是BAAD的鼓手新井康德擔任作詞的唯一歌曲。

## 收錄歌曲
所有歌曲由大田紳一郎作曲，BAAD編曲。
1. 永世不忘緊擁胸前（胸に抱いて忘れない）
  - 作詞：早川悠
  - 電影動畫《靈異教師神眉：恐怖的暑假！妖海傳說》片尾主題曲
2. 被雨水淋濕的向日葵（雨に濡れたヒマワリ）
  - 作詞：新井康德
3. 永世不忘緊擁胸前（inst.）

## 來源
1. ↑  . 映.com.   [2017-01-28]. （原始内容存档于2017-02-02） （日语）.

## 相關項目
- ZAIN RECORDS－至1995年為止BAAD所屬的唱片公司，現已併入Being。所屬期間曾經以動畫灌籃高手採用的片頭主題曲《好想大聲說喜歡你》聲名大噪，成為他們的唯一代表歌曲。